# Dušan Mandić
Dušan Mandić, cyr. Душан Мандић (ur. 16 czerwca 1994) – serbski piłkarz wodny. Brązowy medalista olimpijski z Londynu.
Zdobył również złoty medal mistrzostw świata juniorów w 2011 roku rozgrywanych w Wolosie.
Igrzyska w Londynie były dla niego pierwszymi igrzyskami olimpijskimi. W Londynie Serbowie w meczu o brązowy medal wygrali z Czarnogórą.